# Copa del Món de ciclisme de 2004
La Copa del Món de ciclisme de 2004 fou la 16a i última edició de la Copa del Món de ciclisme. Va estar formada per 10 curses disputades entre març i octubre de 2004 i fou guanyada, per tercera vegada consecutiva, per l'italià Paolo Bettini.

## Calendari
| Data         | Cursa                     | País          | Vencedor                             | Equip del vencedor       |
| ------------ | ------------------------- | ------------- | ------------------------------------ | ------------------------ |
| 20 de març   | Milà-Sanremo              | Itàlia        | Óscar Freire (ESP)                   | Rabobank ProTeam         |
| 4 d'abril    | Tour de Flandes           | Bèlgica       | Steffen Wesemann (GER)               | T-Mobile Team            |
| 11 d'abril   | París-Roubaix             | França        | Magnus Bäckstedt (SWE)               | T-Mobile Team            |
| 18 d'abril   | Amstel Gold Race          | Països Baixos | Davide Rebellin (ITA)                | Gerolsteiner             |
| 25 d'abril   | Lieja-Bastogne-Lieja      | Bèlgica       | Davide Rebellin (ITA)                | Gerolsteiner             |
| 1 d'agost    | HEW Cyclassics            | Alemanya      | Stuart O'Grady (AUS)                 | Cofidis                  |
| 7 d'agost    | Clàssica de Sant Sebastià | Espanya       | Miguel Ángel Martín Perdiguero (ESP) | Saunier Duval-Prodir     |
| 22 d'agost   | Campionat de Zuric        | Suïssa        | Joan Antoni Flecha (ESP)             | Fassa Bortolo            |
| 10 d'octubre | París-Tours               | França        | Erik Dekker (NED)                    | Rabobank ProTeam         |
| 16 d'octubre | Volta a Llombardia        | Itàlia        | Damiano Cunego (ITA)                 | Saeco Macchine per Caffè |

## Classificacions finals

### Classificació individual
| Pos. | Ciclista                 | Equip                    | Punts |
| ---- | ------------------------ | ------------------------ | ----- |
| 1    | Paolo Bettini (ITA)      | Quick Step-Davitamon     | 340   |
| 2    | Davide Rebellin (ITA)    | Gerolsteiner             | 327   |
| 3    | Óscar Freire (ESP)       | Rabobank ProTeam         | 252   |
| 4    | Erik Dekker (NED)        | Rabobank ProTeam         | 251   |
| 5    | Joan Antoni Flecha (ESP) | Fassa Bortolo            | 140   |
| 6    | Steffen Wesemann (GER)   | T-Mobile Team            | 131   |
| 7    | Peter Van Petegem (BEL)  | Lotto-Domo               | 105   |
| 8    | Igor Astarloa (ESP)      | Lampre                   | 96    |
| 9    | Mirko Celestino (ITA)    | Saeco Macchine per Caffè | 72    |
| 10   | Léon van Bon (NED)       | Lotto-Domo               | 68    |

### Classificació per equips
| Pos. | Equip                    | Punts |
| ---- | ------------------------ | ----- |
| 1    | T-Mobile Team            | 69    |
| 2    | Rabobank ProTeam         | 68    |
| 3    | Fassa Bortolo            | 47    |
| 4    | Gerolsteiner             | 47    |
| 5    | Lotto-Domo               | 45    |
| 6    | Saeco Macchine per Caffè | 41    |
| 7    | Quick Step-Davitamon     | 37    |
| 8    | Team CSC                 | 33    |
| 9    | US Postal Service        | 26    |
| 10   | Phonak Hearing Systems   | 25    |